# Epipedocera atritarsis
Epipedocera atritarsis är en skalbaggsart. Epipedocera atritarsis ingår i släktet Epipedocera och familjen långhorningar.

## Underarter
Arten delas in i följande underarter:
- E. a. atritarsis
- E. a. djoui